# Phyllonorycter scudderella
Phyllonorycter scudderella är en fjärilsart som först beskrevs av Frey och Boll 1873.  Phyllonorycter scudderella ingår i släktet guldmalar, och familjen styltmalar. Inga underarter finns listade i Catalogue of Life.